# Idol Producer (temporada 2)
Youth With You (chino: 青春有你, Pinyin: Qīngchūn yǒu nǐ, lit.: Youth Has You, también conocido como Youth With You 1), es un reality show  chino transmitido desde el 21 de enero del 2019 hasta el 6 de abril del 2019, a través de iQiyi. El programa es la segunda temporada de Idol Producer y la primera temporada de Youth With You.
El cantante Lay es el presentador y representante de los productores de la nación.
En julio del 2020 se anunció que el programa tendría una nueva temporada.

## Contenido
La segunda temporada trajo a 100 aprendices de empresas de entretenimiento o que no han firmado bajo ninguna compañía. Al final 9 de los aprendices serán seleccionados a través del voto de los espectadores para formar el próximo grupo masculino.
El 6 de abril del 2019 se anunció a los nueve ganadores de la segunda temporada que conformarían el nuevo grupo, el cual sería conocido como "UNINE": Li Wenhan, Li Zhenning, Yao Mingming, Guan Yue, Jia Yi, Hu Chunyang, Xia Hanyu, Chen Youwei y He Changxi.
Ese mismo día después de debutar, Lay y el presentador invitado He Jiong anunciaron que el grupo y su logo serían los Embajadores de 蒙牛 真 果粒.

## Miembros

### Mentores
| Artista            | Edad | Ocupación                       | Puesto                 | No. de Episodios | Duración |
| ------------------ | ---- | ------------------------------- | ---------------------- | ---------------- | -------- |
| Lay (Zhang Yixing) | 28   | Cantante                        | Director de Producción | -                | 2019     |
| Li Ronghao         | 33   | Cantante                        | Instructor de Canto    | -                | 2019     |
| MC Jin             | 36   | Rapero                          | Instructor de Rap      | -                | 2019     |
| After Journey      | -    | Rapero                          | Instructor de Rap      | -                | 2019     |
| Xu Minghao (The8)  | 21   | Cantante / Miembro de Seventeen | Instructor de Baile    | -                | 2019     |
| Jolin Tsai         | 38   | Cantante                        | Instructora de Baile   | -                | 2019     |

### Asesores
| Artista      | Edad | Ocupación | N.º de episodios | Duración |
| ------------ | ---- | --------- | ---------------- | -------- |
| Jiang Dawei  | 71   | Cantante  | -                | 2019     |
| Huang Doudou | -    | -         | -                | 2019     |
| Teng Shichu  | -    | -         | -                | 2019     |
| Wang Jieshi  | -    | -         | -                | 2019     |

### Presentador invitado
| Artista  | Ocupación   | Episodio donde apareció | Duración |
| -------- | ----------- | ----------------------- | -------- |
| He Jiong | Presentador | 12                      | 2019     |

### Apariciones especiales
| Artista      | Ocupación     | Episodio donde aparecieron | Duración |
| ------------ | ------------- | -------------------------- | -------- |
| NINE PERCENT | Grupo Musical | 12                         | 2019     |

### Concursantes

#### Participantes
| Nombre (nombre en chino) | Compañía (nombre en chino)                                      | Grados | Grados |                  | Ranking          | Ranking              | Ranking          | Ranking          | Ranking              | Ranking          | Ranking              | Ranking          | Ranking          | Ranking | Duración |
| Nombre (nombre en chino) | Compañía (nombre en chino)                                      | 1      | 2      | Ep.2             | Ep.3             | Ep.4 (votos en vivo) | Ep.5             | Ep.6             | Ep.7 (votos en vivo) | Ep.8             | Ep.9 (votos en vivo) | Ep.10            | Ep.12            |         | Duración |
| ------------------------ | --------------------------------------------------------------- | ------ | ------ | ---------------- | ---------------- | -------------------- | ---------------- | ---------------- | -------------------- | ---------------- | -------------------- | ---------------- | ---------------- | ------- | -------- |
| Wang Yi (王奕)           | AFSC Music Entertainent (AFSC音乐)                              | C      | D      | 37               | 40               | 25                   | 41               | 42               | 9                    | 20               | 33                   | Eliminado        | Eliminado        | 2019    |          |
| Shen Bohuai (沈博怀)     | SDT Entertainment (SDT娱乐)                                     | D      | B      | 82               | 66               | 33                   | Eliminado        | Eliminado        | Eliminado            | Eliminado        | Eliminado            | Eliminado        | Eliminado        | 2019    |          |
| Yang Zhaoyang (杨朝阳)   | SDT Entertainment (SDT娱乐)                                     | D      | D      | 66               | 52               | 46                   | Eliminado        | Eliminado        | Eliminado            | Eliminado        | Eliminado            | Eliminado        | Eliminado        | 2019    |          |
| Gu Landi (谷蓝帝)        | Skylimit Culture (一响天开)                                     | D      | D      | 16               | 21               | 51                   | 25               | 33               | 7                    | 26               | 15                   | Eliminado        | Eliminado        | 2019    |          |
| Li Wenhan (李汶翰)       | Yuehua Entertainment (乐华娱乐)                                 | B      | A      | 2                | 1                | 15                   | 1                | 1                | 4                    | 1                | 1                    | 1                | 1                | 2019    |          |
| Hu Chunyang (胡春杨)     | Yuehua Entertainment (乐华娱乐)                                 | C      | D      | 6                | 3                | 9                    | 5                | 5                | 2                    | 3                | 4                    | 5                | 6                | 2019    |          |
| Hu Wenxuan (胡文煊)      | Yuehua Entertainment (乐华娱乐)                                 | C      | C      | 21               | 19               | 8                    | 15               | 15               | 17                   | 24               | 13                   | Eliminado        | Eliminado        | 2019    |          |
| Chen Tao (陈涛)          | Shanghai Film and Television Company (上海影视传媒股份有限公司) | D      | D      | 20               | 32               | 11                   | 31               | 16               | 16                   | 18               | 17                   | 20               | 16               | 2019    |          |
| Anthony (安东尼)         | In Hi Media (中喜合力)                                          | D      | D      | 22               | 41               | 51                   | 29               | 28               | 54                   | Eliminado        | Eliminado            | Eliminado        | Eliminado        | 2019    |          |
| Deng Bin (邓滨)          | In Hi Media (中喜合力)                                          | D      | D      | 83               | 65               | 51                   | 28               | 39               | 61                   | Eliminado        | Eliminado            | Eliminado        | Eliminado        | 2019    |          |
| Manny (曼尼)             | In Hi Media (中喜合力)                                          | D      | B      | 85               | 91               | 51                   | Salvado          | 37               | 45                   | Eliminado        | Eliminado            | Eliminado        | Eliminado        | 2019    |          |
| Qiu Bohan (邱薄翰)       | In Hi Media (中喜合力)                                          | D      | A      | 89               | 95               | 51                   | 59               | 41               | 56                   | Eliminado        | Eliminado            | Eliminado        | Eliminado        | 2019    |          |
| Wang Xinyu (王新宇)      | In Hi Media (中喜合力)                                          | D      | C      | 56               | 81               | 51                   | 46               | 30               | 42                   | Eliminado        | Eliminado            | Eliminado        | Eliminado        | 2019    |          |
| Li You (李由)            | China Star Entertainment (中星娱乐)                             | C      | C      | 45               | 58               | 51                   | 38               | 53               | 39                   | Eliminado        | Eliminado            | Eliminado        | Eliminado        | 2019    |          |
| Lian Huaiwei (连淮伟)    | Aprendiz Individual                                             | B      | A      | 3                | 5                | 51                   | 6                | 6                | 18                   | 6                | 10                   | 12               | 10               | 2019    |          |
| Lin Yuzhi (林渝植)       | E Star Plus (亿星明加)                                          | C      | C      | 38               | 74               | 29                   | 48               | 46               | 32                   | 35               | 33                   | Eliminado        | Eliminado        | 2019    |          |
| Fu Hongyi (傅弘奕)       | G&Y Culture (光印文化)                                          | F      | D      | 59               | 89               | 21                   | Salvado          | 50               | 31                   | Eliminado        | Eliminado            | Eliminado        | Eliminado        | 2019    |          |
| Yu Lingao (于凌傲)       | M Academy China (勤嘉文化)                                      | C      | B      | 57               | 42               | 41                   | Eliminado        | Eliminado        | Eliminado            | Eliminado        | Eliminado            | Eliminado        | Eliminado        | 2019    |          |
| Jia Yi (嘉羿)            | Star Master Entertainment (匠星娱乐)                            | B      | A      | 4                | 4                | 6                    | 4                | 2                | 19                   | 5                | 5                    | 6                | 5                | 2019    |          |
| Jin Fan (靳凡)           | Star Master Entertainment (匠星娱乐)                            | D      | B      | 49               | 83               | 32                   | Eliminado        | Eliminado        | Eliminado            | Eliminado        | Eliminado            | Eliminado        | Eliminado        | 2019    |          |
| Lin Mo (林陌)            | Star Master Entertainment (匠星娱乐)                            | C      | C      | 17               | 16               | 4                    | 16               | 14               | 28                   | 17               | 16                   | 16               | 14               | 2019    |          |
| Zhan Yu (展羽)           | Star Master Entertainment (匠星娱乐)                            | D      | B      | 34               | 69               | 25                   | 47               | 40               | 37                   | Salvado          | 25                   | Eliminado        | Eliminado        | 2019    |          |
| Zhen Nan (圳南)          | Star Master Entertainment (匠星娱乐)                            | C      | D      | 51               | 77               | 49                   | Eliminado        | Eliminado        | Eliminado            | Eliminado        | Eliminado            | Eliminado        | Eliminado        | 2019    |          |
| Guan Yue (管栎)          | CAST PLANET (卡司星球)                                          | B      | A      | 8                | 6                | 17                   | 3                | 3                | 3                    | 2                | 2                    | 2                | 4                | 2019    |          |
| Shen Qunfeng (沈群丰)    | CAST PLANET (卡司星球)                                          | D      | F      | 58               | 75               | 31                   | 42               | 45               | 20                   | 33               | 25                   | Eliminado        | Eliminado        | 2019    |          |
| Ke Qinming (柯钦明)      | Jiashang Media (嘉尚传媒)                                       | F      | D      | 42               | 76               | 51                   | Eliminado        | Eliminado        | Eliminado            | Eliminado        | Eliminado            | Eliminado        | Eliminado        | 2019    |          |
| Wu Zelin (吴泽林)        | Jiashang Media (嘉尚传媒)                                       | F      | F      | 25               | 33               | 16                   | 37               | 25               | 41                   | 34               | 36                   | Eliminado        | Eliminado        | 2019    |          |
| Xie Junze (谢俊泽)       | Jiashang Media (嘉尚传媒)                                       | F      | F      | 77               | 94               | 36                   | Eliminado        | Eliminado        | Eliminado            | Eliminado        | Eliminado            | Eliminado        | Eliminado        | 2019    |          |
| Ye Helin (叶河林)        | Jiashang Media (嘉尚传媒)                                       | F      | D      | 19               | 28               | 51                   | 33               | 23               | 49                   | Eliminado        | Eliminado            | Eliminado        | Eliminado        | 2019    |          |
| Jin Yongxian (金永先)    | China Music (国韵文化)                                          | D      | D      | 71               | 68               | 35                   | Eliminado        | Eliminado        | Eliminado            | Eliminado        | Eliminado            | Eliminado        | Eliminado        | 2019    |          |
| Wen Yechen (文邺辰)      | ONE COOL JASCO Entertainment (天加一文化传媒)                   | D      | B      | 61               | 48               | 51                   | 44               | 51               | 14                   | Salvado          | 29                   | Eliminado        | Eliminado        | 2019    |          |
| Yao Mingming (姚明明)    | ONE COOL JASCO Entertainment (天加一文化传媒)                   | C      | C      | 18               | 5                | 51                   | 7                | 9                | 22                   | 10               | 13                   | 3                | 3                | 2019    |          |
| Deng Chaoyuan (邓超元)   | Show City Times (少城时代)                                      | D      | D      | 11               | 9                | 1                    | 12               | 12               | 23                   | 12               | 8                    | 9                | 13               | 2019    |          |
| Hu Jiahao (胡家豪)       | Show City Times (少城时代)                                      | D      | F      | 78               | 35               | 51                   | 54               | 38               | 40                   | Eliminado        | Eliminado            | Eliminado        | Eliminado        | 2019    |          |
| Xia Hanyu (夏瀚宇)       | Show City Times (少城时代)                                      | B      | A      | 63               | 30               | 24                   | 20               | 11               | 1                    | 8                | 12                   | 8                | 7                | 2019    |          |
| Li Zonglin (李宗霖)      | TMXY Media Entertainment (彤梦心缘)                             | F      | D      | 14               | 24               | 51                   | 30               | 32               | 38                   | 32               | 23                   | Eliminado        | Eliminado        | 2019    |          |
| Ye Ziming (叶子铭)       | Zhejiang Leisure Media Entertainment (从容影视)                 | B      | A      | 60               | 90               | 51                   | 34               | 54               | 30                   | Eliminado        | Eliminado            | Eliminado        | Eliminado        | 2019    |          |
| Chen Youwei (陈宥维)     | Ciwen Media (慈文传媒)                                          | F      | F      | 1                | 2                | 2                    | 2                | 4                | 26                   | 4                | 9                    | 4                | 8                | 2019    |          |
| Sun Zelin (孙泽霖)       | New Classics Media Entertainment (新丽传媒)                     | D      | D      | 40               | 55               | 23                   | 43               | 31               | 29                   | 28               | 25                   | Eliminado        | Eliminado        | 2019    |          |
| Shi Xin (石锌)           | New Smile Film Entertainment (新微笑影视)                       | C      | F      | 97               | 97               | 51                   | Eliminado        | Eliminado        | Eliminado            | Eliminado        | Eliminado            | Eliminado        | Eliminado        | 2019    |          |
| Duan Xuyu (段旭宇)       | Xshow Entertainment (新美星秀)                                  | D      | C      | 68               | 86               | 51                   | Eliminado        | Eliminado        | Eliminado            | Eliminado        | Eliminado            | Eliminado        | Eliminado        | 2019    |          |
| Zhou Shiyuan (周士原)    | Asian Stars Media (星之传媒)                                    | C      | C      | 29               | 15               | 51                   | 27               | 22               | 15                   | 14               | 22                   | 14               | 21               | 2019    |          |
| Lin Zheyu (林哲宇)       | Big Picture Universal (星映环球)                                | C      | B      | 67               | 25               | 6                    | 26               | 48               | 50                   | Eliminado        | Eliminado            | Eliminado        | Eliminado        | 2019    |          |
| Qi Zhihao (漆志豪)       | Big Picture Universal (星映环球)                                | C      | D      | 94               | 51               | 46                   | 56               | 61               | 52                   | Eliminado        | Eliminado            | Eliminado        | Eliminado        | 2019    |          |
| Shao Haofan (邵浩帆)     | Big Picture Universal (星映环球)                                | C      | D      | 91               | 29               | 10                   | 32               | 34               | 33                   | 25               | 25                   | Salvado          | 19               | 2019    |          |
| Wen Kaiwei (温凯崴)      | Big Picture Universal (星映环球)                                | C      | C      | 96               | 50               | 40                   | 36               | 62               | 57                   | Eliminado        | Eliminado            | Eliminado        | Eliminado        | 2019    |          |
| Chen Bokai (陈柏凯)      | XCSS Entertainment (星灿盛世)                                   | F      | F      | 28               | 43               | 51                   | Eliminado        | Eliminado        | Eliminado            | Eliminado        | Eliminado            | Eliminado        | Eliminado        | 2019    |          |
| Wang Jiayi (王加一)      | Mountain Culture (等风来工作室)                                 | B      | B      | 5                | 7                | 37                   | 8                | 18               | 55                   | 29               | 31                   | Eliminado        | Eliminado        | 2019    |          |
| Kou Cong (寇聪)          | FutureONE Entertainment (未来壹娱乐)                            | D      | B      | 95               | 84               | 51                   | 50               | 55               | 35                   | Eliminado        | Eliminado            | Eliminado        | Eliminado        | 2019    |          |
| Liu Yuhang (刘宇航)      | FutureONE Entertainment (未来壹娱乐)                            | D      | D      | 80               | 80               | 51                   | Eliminado        | Eliminado        | Eliminado            | Eliminado        | Eliminado            | Eliminado        | Eliminado        | 2019    |          |
| Wu Fei (吴飞)            | FutureONE Entertainment (未来壹娱乐)                            | D      | D      | 65               | 72               | 51                   | Eliminado        | Eliminado        | Eliminado            | Eliminado        | Eliminado            | Eliminado        | Eliminado        | 2019    |          |
| Yang Ning (杨宁)         | FutureONE Entertainment (未来壹娱乐)                            | D      | D      | 50               | 70               | 51                   | 45               | 57               | 46                   | Eliminado        | Eliminado            | Eliminado        | Eliminado        | 2019    |          |
| Tang Shuya (唐书亚)      | Gramarie Entertainment (果然娱乐)                               | F      | F      | 81               | 85               | 14                   | Eliminado        | Eliminado        | Eliminado            | Eliminado        | Eliminado            | Eliminado        | Eliminado        | 2019    |          |
| Wu Chengze (吴承泽)      | Gramarie Entertainment (果然娱乐)                               | D      | F      | 12               | 17               | 51                   | 22               | 26               | 27                   | 27               | 38                   | 19               | 22               | 2019    |          |
| Yang Gen (杨亘)          | Gramarie Entertainment (果然娱乐)                               | D      | F      | 53               | 49               | 43                   | Eliminado        | Eliminado        | Eliminado            | Eliminado        | Eliminado            | Eliminado        | Eliminado        | 2019    |          |
| Zhao Tiange (赵天戈)     | Gramarie Entertainment (果然娱乐)                               | F      | F      | 72               | 26               | 51                   | Eliminado        | Eliminado        | Eliminado            | Eliminado        | Eliminado            | Eliminado        | Eliminado        | 2019    |          |
| Li Lian (李炼)           | Boli Culture Entertainment (波利文化)                           | F      | F      | 92               | 87               | 51                   | Eliminado        | Eliminado        | Eliminado            | Eliminado        | Eliminado            | Eliminado        | Eliminado        | 2019    |          |
| Zhou Chuanjun (周川珺)   | Haohan Entertainment (浩瀚娱乐)                                 | F      | F      | 46               | 73               | 21                   | 52               | 47               | 35                   | Eliminado        | Eliminado            | Eliminado        | Eliminado        | 2019    |          |
| Xu Bingchao (徐炳超)     | Ocean Butterflies Music (海蝶國際集團)                          | B      | D      | 43               | 53               | 5                    | 35               | 17               | 13                   | 16               | 20                   | Eliminado        | Eliminado        | 2019    |          |
| Bo Yuan (伯远)           | White Media China (白色系)                                      | F      | B      | 36               | 54               | 49                   | 53               | 49               | 47                   | Salvado          | 31                   | Eliminado        | Eliminado        | 2019    |          |
| Meng En (蒙恩)           | White Media China (白色系)                                      | F      | F      | 31               | 47               | 51                   | Eliminado        | Eliminado        | Eliminado            | Eliminado        | Eliminado            | Eliminado        | Eliminado        | 2019    |          |
| Zhuo Yuan (卓沅)         | White Media China (白色系)                                      | F      | C      | 62               | 59               | 46                   | 58               | 44               | 61                   | Eliminado        | Eliminado            | Eliminado        | Eliminado        | 2019    |          |
| Chen Yunong (陈雨浓)     | Sony Music (索尼音乐娱乐)                                       | D      | D      | 41               | 71               | 44                   | 40               | 59               | 58                   | Eliminado        | Eliminado            | Eliminado        | Eliminado        | 2019    |          |
| Cui Shaopeng (崔少鹏)    | Sony Music (索尼音乐娱乐)                                       | D      | C      | 84               | 88               | 44                   | 49               | 60               | 43                   | Eliminado        | Eliminado            | Eliminado        | Eliminado        | 2019    |          |
| Su Yuhang (苏宇航)       | Sony Music (索尼音乐娱乐)                                       | D      | B      | 93               | 79               | 12                   | 51               | 52               | 44                   | Eliminado        | Eliminado            | Eliminado        | Eliminado        | 2019    |          |
| Xu Fangzhou (徐方舟)     | Sony Music (索尼音乐娱乐)                                       | C      | A      | 64               | 23               | 51                   | 23               | 29               | 34                   | 31               | 25                   | 17               | 18               | 2019    |          |
| Lu Junjie (卢俊杰)       | Y Star Entertainment (翌星传媒)                                 | D      | F      | 87               | 96               | 37                   | Eliminado        | Eliminado        | Eliminado            | Eliminado        | Eliminado            | Eliminado        | Eliminado        | 2019    |          |
| Huang Hongxuan (黄宏轩)  | Shanghai You Hug Media Company (耀客娱乐)                       | D      | D      | 76               | 92               | 51                   | Eliminado        | Eliminado        | Eliminado            | Eliminado        | Eliminado            | Eliminado        | Eliminado        | 2019    |          |
| Gao Xiaosong (高晓松)    | Huaying Entertainment (华影艺星)                                | F      | F      | 39               | 78               | 28                   | Eliminado        | Eliminado        | Eliminado            | Eliminado        | Eliminado            | Eliminado        | Eliminado        | 2019    |          |
| Lin Minsheng (林敏生)    | Huace Media Group (华策集团)                                    | C      | C      | 90               | 63               | 51                   | Eliminado        | Eliminado        | Eliminado            | Eliminado        | Eliminado            | Eliminado        | Eliminado        | 2019    |          |
| Qi Haoran (齐浩然)       | Huace Media Group (华策集团)                                    | D      | C      | 55               | 31               | 51                   | Eliminado        | Eliminado        | Eliminado            | Eliminado        | Eliminado            | Eliminado        | Eliminado        | 2019    |          |
| Shao Qiming (邵奇明)     | Huace Media Group (华策集团)                                    | D      | C      | 88               | 45               | 51                   | Eliminado        | Eliminado        | Eliminado            | Eliminado        | Eliminado            | Eliminado        | Eliminado        | 2019    |          |
| Tian Dao (田岛)          | Huace Media Group (华策集团)                                    | D      | C      | 69               | 44               | 51                   | Eliminado        | Eliminado        | Eliminado            | Eliminado        | Eliminado            | Eliminado        | Eliminado        | 2019    |          |
| Yin Shi (殷实)           | Huace Media Group (华策集团)                                    | D      | D      | 75               | 38               | 51                   | 57               | 36               | 60                   | Eliminado        | Eliminado            | Eliminado        | Eliminado        | 2019    |          |
| Chen You (陈佑)          | OACA Entertainment (觉醒东方)                                   | D      | F      | 33               | 61               | 51                   | 55               | 58               | 59                   | Eliminado        | Eliminado            | Eliminado        | Eliminado        | 2019    |          |
| Daniel (丹尼尔)          | OACA Entertainment (觉醒东方)                                   | D      | D      | 30               | 46               | 33                   | Eliminado        | Eliminado        | Eliminado            | Eliminado        | Eliminado            | Eliminado        | Eliminado        | 2019    |          |
| Feng Junjie (冯俊杰)     | OACA Entertainment (觉醒东方)                                   | C      | A      | 13               | 18               | 19                   | 14               | 21               | 24                   | 22               | 33                   | Salvado          | 20               | 2019    |          |
| He Changxi (何昶希)      | OACA Entertainment (觉醒东方)                                   | C      | A      | 10               | 12               | 51                   | 9                | 13               | 10                   | 11               | 6                    | 13               | 9                | 2019    |          |
| Feng Tianhao (冯天豪)    | CNC Records (超能唱片)                                          | C      | B      | 86               | 37               | 29                   | Eliminado        | Eliminado        | Eliminado            | Eliminado        | Eliminado            | Eliminado        | Eliminado        | 2019    |          |
| Li Chenyang (李晨阳)     | CNC Records (超能唱片)                                          | C      | C      | 70               | 36               | 51                   | Eliminado        | Eliminado        | Eliminado            | Eliminado        | Eliminado            | Eliminado        | Eliminado        | 2019    |          |
| Chen Sijian (陈思键)     | Bates MeThinks (达意美施)                                       | B      | C      | 32               | 14               | 51                   | 18               | 24               | 20                   | 21               | 21                   | 18               | 15               | 2019    |          |
| Ding Feijun (丁飞俊)     | AppMagics (迈吉传媒)                                            | D      | F      | 24               | 27               | 18                   | 39               | 35               | 12                   | 30               | 25                   | Eliminado        | Eliminado        | 2019    |          |
| Wu Ming (吳銘)           | IV Idea Picture (青藤文化)                                      | F      | D      | 79               | 93               | 51                   | Eliminado        | Eliminado        | Eliminado            | Eliminado        | Eliminado            | Eliminado        | Eliminado        | 2019    |          |
| Xu Longhan (许珑瀚)      | IV Idea Picture (青藤文化)                                      | F      | D      | 54               | 22               | 51                   | 17               | 20               | 11                   | 23               | 36                   | Eliminado        | Eliminado        | 2019    |          |
| Che Huixuan (车慧轩)     | Banana Entertainment (香蕉娱乐)                                 | F      | A      | 27               | 39               | 51                   | 24               | 43               | 53                   | Eliminado        | Eliminado            | Eliminado        | Eliminado        | 2019    |          |
| Li Huangyi (李皇逸)      | Banana Entertainment (香蕉娱乐)                                 | D      | D      | 47               | 82               | 51                   | Eliminado        | Eliminado        | Eliminado            | Eliminado        | Eliminado            | Eliminado        | Eliminado        | 2019    |          |
| Wang Zhe (王喆)          | Banana Entertainment (香蕉娱乐)                                 | F      | F      | 9                | 10               | 20                   | 13               | 27               | 48                   | 15               | 18                   | 15               | 17               | 2019    |          |
| Lou Jiongze (楼炅择)     | Mavericks Entertainment (麦锐娱乐)                              | D      | C      | 44               | 56               | 51                   | Eliminado        | Eliminado        | Eliminado            | Eliminado        | Eliminado            | Eliminado        | Eliminado        | 2019    |          |
| Peng Changhua (彭昶桦)   | Mavericks Entertainment (麦锐娱乐)                              | C      | B      | 35               | 57               | 42                   | Eliminado        | Eliminado        | Eliminado            | Eliminado        | Eliminado            | Eliminado        | Eliminado        | 2019    |          |
| Yao Chi (姚弛)           | Mavericks Entertainment (麦锐娱乐)                              | C      | C      | 18               | 11               | 51                   | 10               | 7                | 6                    | 7                | 6                    | 10               | 12               | 2019    |          |
| Zhou Xiangheng (周湘恒)  | Mavericks Entertainment (麦锐娱乐)                              | B      | B      | 52               | 64               | 37                   | Eliminado        | Eliminado        | Eliminado            | Eliminado        | Eliminado            | Eliminado        | Eliminado        | 2019    |          |
| Li Zhenning (李振宁)     | BG Project (黑金计划)                                           | D      | C      | 48               | 62               | 3                    | 21               | 10               | 25                   | 13               | 11                   | 7                | 2                | 2019    |          |
| Ou Tianrui (区天瑞)      | BG Project (黑金计划)                                           | D      | D      | 73               | 67               | 51                   | Eliminado        | Eliminado        | Eliminado            | Eliminado        | Eliminado            | Eliminado        | Eliminado        | 2019    |          |
| Shi Mingze (师铭泽)      | BG Project (黑金计划)                                           | D      | D      | 23               | 20               | 51                   | 19               | 19               | 8                    | 19               | 19                   | Eliminado        | Eliminado        | 2019    |          |
| Shi Zhan (施展)          | BG Project (黑金计划)                                           | D      | D      | 26               | 13               | 13                   | 11               | 8                | 5                    | 9                | 3                    | 11               | 11               | 2019    |          |
| Yao Bolan (姚博岚)       | BG Project (黑金计划)                                           | D      | F      | 98               | 60               | 27                   | 60               | 56               | 50                   | Eliminado        | Eliminado            | Eliminado        | Eliminado        | 2019    |          |
| Concursantes retirados   |                                                                 |        |        |                  |                  |                      |                  |                  |                      |                  |                      |                  |                  |         |          |
| Jiang Shengmin (姜圣民)  | Huace Media Group (华策集团)                                    | C      | A      | 74               | 34               | Dejó el programa     | Dejó el programa | Dejó el programa | Dejó el programa     | Dejó el programa | Dejó el programa     | Dejó el programa | Dejó el programa | 2019    |          |
| Casper (卡斯柏)          | AM8 Entrertainment (亚美娱乐)                                   | B      | A      | 7                | Dejó el programa | Dejó el programa     | Dejó el programa | Dejó el programa | Dejó el programa     | Dejó el programa | Dejó el programa     | Dejó el programa | Dejó el programa | 2019    |          |
| Deng Zeming (邓泽鸣)     | Ciwen Media (慈文传媒)                                          | -      | -      | Dejó el programa | Dejó el programa | Dejó el programa     | Dejó el programa | Dejó el programa | Dejó el programa     | Dejó el programa | Dejó el programa     | Dejó el programa | Dejó el programa | 2019    |          |
| Li Zhifan (李之繁)       | Zhejiang Leisure Media Entertainment (从容影视)                 | D      | B      | Dejó el programa | Dejó el programa | Dejó el programa     | Dejó el programa | Dejó el programa | Dejó el programa     | Dejó el programa | Dejó el programa     | Dejó el programa | Dejó el programa | 2019    |          |

## Episodios
La segunda temporada fue estrenada el 21 de enero del 2019 y contó con 12 episodios, los cuales fueron emitidos todos los viernes a las 8:00 a través de iQiyi.

### Misiones

#### Mission 1: Group evaluation
| Grupo | Canción interpretada                                                          | Competidores   | Rango |  |
| ----- | ----------------------------------------------------------------------------- | -------------- | ----- |  |
| A     | "火 (Fire)" de A-Mei                                                          | He Changxi     | 51    |  |
| A     | "火 (Fire)" de A-Mei                                                          | Lin Minsheng   | 51    |  |
| A     | "火 (Fire)" de A-Mei                                                          | Tian Dao       | 51    |  |
| A     | "火 (Fire)" de A-Mei                                                          | Jiang Shengmin | 51    |  |
| A     | "火 (Fire)" de A-Mei                                                          | Yin Shi        | 51    |  |
| A     | "火 (Fire)" de A-Mei                                                          | Qi Haoran      | 51    |  |
| A     | "火 (Fire)" de A-Mei                                                          | Shao Qiming    | 51    |  |
| B     | "火 (Fire)" de A-Mei                                                          | Su Yuhang      | 12    |  |
| B     | "火 (Fire)" de A-Mei                                                          | Cui Shaopeng   | 44    |  |
| B     | "火 (Fire)" de A-Mei                                                          | Chen Yunong    | 44    |  |
| B     | "火 (Fire)" de A-Mei                                                          | Lin Zheyu      | 7     |  |
| B     | "火 (Fire)" de A-Mei                                                          | Qi Zhihao      | 46    |  |
| B     | "火 (Fire)" de A-Mei                                                          | Wen Kaiwei     | 40    |  |
| B     | "火 (Fire)" de A-Mei                                                          | Shao Haofan    | 10    |  |
|       |                                                                               |                |       |  |
| A     | "HIT-5" de HIT-5                                                              | Feng Tianhao   | 29    |  |
| A     | "HIT-5" de HIT-5                                                              | Wu Zelin       | 16    |  |
| A     | "HIT-5" de HIT-5                                                              | Daniel         | 33    |  |
| A     | "HIT-5" de HIT-5                                                              | Fu Hongyi      | 21    |  |
| A     | "HIT-5" de HIT-5                                                              | Yao Bolan      | 27    |  |
| A     | "HIT-5" de HIT-5                                                              | Yu Lingao      | 41    |  |
| A     | "HIT-5" de HIT-5                                                              | Zhou Chuanjun  | 21    |  |
| B     | "HIT-5" de HIT-5                                                              | Yang Ning      | 51    |  |
| B     | "HIT-5" de HIT-5                                                              | Hu Jiahao      | 51    |  |
| B     | "HIT-5" de HIT-5                                                              | Chen Bokai     | 51    |  |
| B     | "HIT-5" de HIT-5                                                              | Chen You       | 51    |  |
| B     | "HIT-5" de HIT-5                                                              | Zhao Tiange    | 51    |  |
| B     | "HIT-5" de HIT-5                                                              | Li Lian        | 51    |  |
|       |                                                                               |                |       |  |
| A     | "NAMANANA" de Lay                                                             | Lin Mo         | 4     |  |
| A     | "NAMANANA" de Lay                                                             | Feng Junjie    | 19    |  |
| A     | "NAMANANA" de Lay                                                             | Hu Wenxuan     | 6     |  |
| A     | "NAMANANA" de Lay                                                             | Zhuo Yuan      | 46    |  |
| A     | "NAMANANA" de Lay                                                             | Bo Yuan        | 49    |  |
| B     | "NAMANANA" de Lay                                                             | Yao Mingming   | 51    |  |
| B     | "NAMANANA" de Lay                                                             | Shi Xin        | 51    |  |
| B     | "NAMANANA" de Lay                                                             | Li You         | 51    |  |
| B     | "NAMANANA" de Lay                                                             | Duan Xuyu      | 51    |  |
|       |                                                                               |                |       |  |
| A     | "紅薔薇白玫瑰 (Eyes Nose Lips)" cover de G.E.M. (canción original de Taeyang) | Ou Tianrui     | 51    |  |
| A     | "紅薔薇白玫瑰 (Eyes Nose Lips)" cover de G.E.M. (canción original de Taeyang) | Huang Hongxuan | 51    |  |
| A     | "紅薔薇白玫瑰 (Eyes Nose Lips)" cover de G.E.M. (canción original de Taeyang) | Anthony        | 51    |  |
| A     | "紅薔薇白玫瑰 (Eyes Nose Lips)" cover de G.E.M. (canción original de Taeyang) | Gu Landi       | 51    |  |
| A     | "紅薔薇白玫瑰 (Eyes Nose Lips)" cover de G.E.M. (canción original de Taeyang) | Li Huangyi     | 51    |  |
| A     | "紅薔薇白玫瑰 (Eyes Nose Lips)" cover de G.E.M. (canción original de Taeyang) | Meng En        | 51    |  |
| B     | "紅薔薇白玫瑰 (Eyes Nose Lips)" cover de G.E.M. (canción original de Taeyang) | Zhou Xiangheng | 37    |  |
| B     | "紅薔薇白玫瑰 (Eyes Nose Lips)" cover de G.E.M. (canción original de Taeyang) | Lu Junjie      | 37    |  |
| B     | "紅薔薇白玫瑰 (Eyes Nose Lips)" cover de G.E.M. (canción original de Taeyang) | Gao Xiaosong   | 28    |  |
| B     | "紅薔薇白玫瑰 (Eyes Nose Lips)" cover de G.E.M. (canción original de Taeyang) | Tang Shuya     | 14    |  |
| B     | "紅薔薇白玫瑰 (Eyes Nose Lips)" cover de G.E.M. (canción original de Taeyang) | Xu Bingchao    | 5     |  |
| B     | "紅薔薇白玫瑰 (Eyes Nose Lips)" cover de G.E.M. (canción original de Taeyang) | Yang Gen       | 43    |  |
|       |                                                                               |                |       |  |
| A     | "一笑倾城 (A Smile Is Beautiful)" de Silence Wang                             | Wen Yechen     | 51    |  |
| A     | "一笑倾城 (A Smile Is Beautiful)" de Silence Wang                             | Qiu Bohan      | 51    |  |
| A     | "一笑倾城 (A Smile Is Beautiful)" de Silence Wang                             | Che Huixuan    | 51    |  |
| A     | "一笑倾城 (A Smile Is Beautiful)" de Silence Wang                             | Liu Yuhang     | 51    |  |
| A     | "一笑倾城 (A Smile Is Beautiful)" de Silence Wang                             | Lou Jiongze    | 51    |  |
| A     | "一笑倾城 (A Smile Is Beautiful)" de Silence Wang                             | Chen Sijian    | 51    |  |
| B     | "一笑倾城 (A Smile Is Beautiful)" de Silence Wang                             | Shen Bohuai    | 33    |  |
| B     | "一笑倾城 (A Smile Is Beautiful)" de Silence Wang                             | Wang Yi        | 25    |  |
| B     | "一笑倾城 (A Smile Is Beautiful)" de Silence Wang                             | Lin Yuzhi      | 29    |  |
| B     | "一笑倾城 (A Smile Is Beautiful)" de Silence Wang                             | Jin Fan        | 32    |  |
| B     | "一笑倾城 (A Smile Is Beautiful)" de Silence Wang                             | Chen Tao       | 11    |  |
| B     | "一笑倾城 (A Smile Is Beautiful)" de Silence Wang                             | Chen Youwei    | 2     |  |
|       |                                                                               |                |       |  |
| A     | "隔壁泰山 (Tarzan Next Door)" de A Li Lang                                    | Li Wenhan      | 15    |  |
| A     | "隔壁泰山 (Tarzan Next Door)" de A Li Lang                                    | Hu Chunyang    | 9     |  |
| A     | "隔壁泰山 (Tarzan Next Door)" de A Li Lang                                    | Xia Hanyu      | 24    |  |
| A     | "隔壁泰山 (Tarzan Next Door)" de A Li Lang                                    | Jia Yi         | 6     |  |
| A     | "隔壁泰山 (Tarzan Next Door)" de A Li Lang                                    | Guan Yue       | 17    |  |
| B     | "隔壁泰山 (Tarzan Next Door)" de A Li Lang                                    | Casper         | 51    |  |
| B     | "隔壁泰山 (Tarzan Next Door)" de A Li Lang                                    | Wang Xinyu     | 51    |  |
| B     | "隔壁泰山 (Tarzan Next Door)" de A Li Lang                                    | Lian Huanwei   | 51    |  |
| B     | "隔壁泰山 (Tarzan Next Door)" de A Li Lang                                    | Ye Ziming      | 51    |  |
| B     | "隔壁泰山 (Tarzan Next Door)" de A Li Lang                                    | Kou Cong       | 5     |  |
|       |                                                                               |                |       |  |
| A     | "后退 (Reverse)" de Gen Neo                                                   | Li Zhenning    | 3     |  |
| A     | "后退 (Reverse)" de Gen Neo                                                   | Sun Zelin      | 23    |  |
| A     | "后退 (Reverse)" de Gen Neo                                                   | Shi Zan        | 13    |  |
| A     | "后退 (Reverse)" de Gen Neo                                                   | Wang Jiayi     | 37    |  |
| A     | "后退 (Reverse)" de Gen Neo                                                   | Yang Zhaoyang  | 46    |  |
| A     | "后退 (Reverse)" de Gen Neo                                                   | Zhan Yu        | 25    |  |
| A     | "后退 (Reverse)" de Gen Neo                                                   | Zhen Nan       | 29    |  |
| B     | "后退 (Reverse)" de Gen Neo                                                   | Manny          | 51    |  |
| B     | "后退 (Reverse)" de Gen Neo                                                   | Xu Fengzhou    | 51    |  |
| B     | "后退 (Reverse)" de Gen Neo                                                   | Deng Bin       | 51    |  |
| B     | "后退 (Reverse)" de Gen Neo                                                   | Li Chenyang    | 51    |  |
| B     | "后退 (Reverse)" de Gen Neo                                                   | Yaochi         | 51    |  |
| B     | "后退 (Reverse)" de Gen Neo                                                   | Zhou Shiyuan   | 51    |  |
| B     | "后退 (Reverse)" de Gen Neo                                                   | Wu Chengze     | 51    |  |
|       |                                                                               |                |       |  |
| A     | "DREAM" de Idol Producer S1                                                   | Wu Fei         | 51    |  |
| A     | "DREAM" de Idol Producer S1                                                   | Li Zonglin     | 51    |  |
| A     | "DREAM" de Idol Producer S1                                                   | Wu Ming        | 51    |  |
| A     | "DREAM" de Idol Producer S1                                                   | Ke Qinming     | 51    |  |
| A     | "DREAM" de Idol Producer S1                                                   | Shi Mingze     | 51    |  |
| A     | "DREAM" de Idol Producer S1                                                   | Xu Longhan     | 51    |  |
| A     | "DREAM" de Idol Producer S1                                                   | Ye Helin       | 51    |  |
| B     | "DREAM" de Idol Producer S1                                                   | Jin Yongxian   | 35    |  |
| B     | "DREAM" de Idol Producer S1                                                   | Deng Chaoyuan  | 1     |  |
| B     | "DREAM" de Idol Producer S1                                                   | Ding Feijun    | 18    |  |
| B     | "DREAM" de Idol Producer S1                                                   | Peng Changhua  | 42    |  |
| B     | "DREAM" de Idol Producer S1                                                   | Shen Qunfeng   | 31    |  |
| B     | "DREAM" de Idol Producer S1                                                   | Wang Zhe       | 20    |  |
| B     | "DREAM" de Idol Producer S1                                                   | Xie Junze      | 36    |  |

#### Mission 2: Position evaluation
| Grupo | Canción interpretada                                  | Competidores  | Rango dentro del grupo | Rango dentro de la posición | Rango general |  |
| ----- | ----------------------------------------------------- | ------------- | ---------------------- | --------------------------- | ------------- |  |
| Vocal | "你是爱我的 (You Do Love Me)" de A-Mei                | Feng Junjie   | 2                      | 12                          | 24            |  |
| Vocal | "你是爱我的 (You Do Love Me)" de A-Mei                | Wang Xinyu    | 4                      | 18                          | 42            |  |
| Vocal | "你是爱我的 (You Do Love Me)" de A-Mei                | Bo Yuan       | 5                      | 20                          | 47            |  |
| Vocal | "你是爱我的 (You Do Love Me)" de A-Mei                | Xu Fangzhou   | 3                      | 15                          | 34            |  |
| Vocal | "你是爱我的 (You Do Love Me)" de A-Mei                | Xia Hanyu     | 1                      | 1                           | 1             |  |
| Vocal |                                                       |               |                        |                             |               |  |
| Vocal | "慢慢等 (Waiting in Patience)" de William Wei         | Ding Feijun   | 1                      | 5                           | 12            |  |
| Vocal | "慢慢等 (Waiting in Patience)" de William Wei         | Chen Yunong   | 5                      | 25                          | 58            |  |
| Vocal | "慢慢等 (Waiting in Patience)" de William Wei         | Li Zonglin    | 4                      | 17                          | 38            |  |
| Vocal | "慢慢等 (Waiting in Patience)" de William Wei         | Sun Zelin     | 2                      | 13                          | 41            |  |
| Vocal | "慢慢等 (Waiting in Patience)" de William Wei         | Zhou Chuanjun | 3                      | 16                          | 35            |  |
| Vocal |                                                       |               |                        |                             |               |  |
| Vocal | "怎么了 (What's Wrong?)" de Eric Chou                 | Li Wenhan     | 1                      | 2                           | 4             |  |
| Vocal | "怎么了 (What's Wrong?)" de Eric Chou                 | Jiayi         | 3                      | 10                          | 19            |  |
| Vocal | "怎么了 (What's Wrong?)" de Eric Chou                 | Deng Chaoyuan | 4                      | 11                          | 23            |  |
| Vocal | "怎么了 (What's Wrong?)" de Eric Chou                 | Wang Zhe      | 5                      | 21                          | 48            |  |
| Vocal | "怎么了 (What's Wrong?)" de Eric Chou                 | Chen Tao      | 2                      | 9                           | 16            |  |
| Vocal |                                                       |               |                        |                             |               |  |
| Vocal | "失落沙洲 (Lost Desert)" de Lala Hsu                  | Yao Chi       | 1                      | 3                           | 6             |  |
| Vocal | "失落沙洲 (Lost Desert)" de Lala Hsu                  | Lin Zheyu     | 5                      | 22                          | 50            |  |
| Vocal | "失落沙洲 (Lost Desert)" de Lala Hsu                  | Shao Haofan   | 3                      | 14                          | 33            |  |
| Vocal | "失落沙洲 (Lost Desert)" de Lala Hsu                  | Yang Ning     | 4                      | 19                          | 46            |  |
| Vocal | "失落沙洲 (Lost Desert)" de Lala Hsu                  | Zhou Shiyuan  | 2                      | 8                           | 15            |  |
| Vocal |                                                       |               |                        |                             |               |  |
| Vocal | "耳朵 (Ear)" de Li Ronghao                            | Wen Yechen    | 3                      | 7                           | 14            |  |
| Vocal | "耳朵 (Ear)" de Li Ronghao                            | Gu Landi      | 1                      | 4                           | 7             |  |
| Vocal | "耳朵 (Ear)" de Li Ronghao                            | Wang Jiayi    | 4                      | 23                          | 55            |  |
| Vocal | "耳朵 (Ear)" de Li Ronghao                            | Wen Kaiwei    | 5                      | 24                          | 57            |  |
| Vocal | "耳朵 (Ear)" de Li Ronghao                            | Xu Bingchao   | 2                      | 6                           | 13            |  |
|       |                                                       |               |                        |                             |               |  |
| Baile | "Turn Up" de Nick Chou                                | Su Yuhang     | 5                      | 12                          | 44            |  |
| Baile | "Turn Up" de Nick Chou                                | Li Zhenning   | 4                      | 7                           | 25            |  |
| Baile | "Turn Up" de Nick Chou                                | Yin Shi       | 6                      | 16                          | 60            |  |
| Baile | "Turn Up" de Nick Chou                                | Hu Wenxuan    | 2                      | 4                           | 17            |  |
| Baile | "Turn Up" de Nick Chou                                | Yao Mingming  | 3                      | 6                           | 22            |  |
| Baile | "Turn Up" de Nick Chou                                | Guan Yue      | 1                      | 1                           | 3             |  |
| Baile |                                                       |               |                        |                             |               |  |
| Baile | "骑士精神 (Spirit of the Knights)" de Jolin Tsai      | Lian Huaiwei  | 2                      | 5                           | 18            |  |
| Baile | "骑士精神 (Spirit of the Knights)" de Jolin Tsai      | He Changxi    | 1                      | 2                           | 10            |  |
| Baile | "骑士精神 (Spirit of the Knights)" de Jolin Tsai      | Che Huixuan   | 5                      | 14                          | 53            |  |
| Baile | "骑士精神 (Spirit of the Knights)" de Jolin Tsai      | Deng Bin      | 6                      | 17                          | 53            |  |
| Baile | "骑士精神 (Spirit of the Knights)" de Jolin Tsai      | Lin Mo        | 3                      | 8                           | 28            |  |
| Baile | "骑士精神 (Spirit of the Knights)" de Jolin Tsai      | Ye Helin      | 4                      | 13                          | 49            |  |
| Baile |                                                       |               |                        |                             |               |  |
| Baile | "一笔江湖 (Everything in One Stroke)" de William Chan | Fu Hongyi     | 2                      | 9                           | 31            |  |
| Baile | "一笔江湖 (Everything in One Stroke)" de William Chan | Kou Cong      | 3                      | 10                          | 35            |  |
| Baile | "一笔江湖 (Everything in One Stroke)" de William Chan | Li You        | 4                      | 11                          | 39            |  |
| Baile | "一笔江湖 (Everything in One Stroke)" de William Chan | Qiu Bohan     | 5                      | 15                          | 56            |  |
| Baile | "一笔江湖 (Everything in One Stroke)" de William Chan | Xu Longhan    | 1                      | 3                           | 11            |  |
|       |                                                       |               |                        |                             |               |  |
| Rap   | "大人物 (Man of Fame)" de GAI Shinkunori              | Shen Qunfeng  | 2                      | 5                           | 20            |  |
| Rap   | "大人物 (Man of Fame)" de GAI Shinkunori              | Anthony       | 5                      | 17                          | 54            |  |
| Rap   | "大人物 (Man of Fame)" de GAI Shinkunori              | Ye Ziming     | 3                      | 9                           | 30            |  |
| Rap   | "大人物 (Man of Fame)" de GAI Shinkunori              | Cui Shaopeng  | 4                      | 13                          | 43            |  |
| Rap   | "大人物 (Man of Fame)" de GAI Shinkunori              | Wang Yi       | 1                      | 4                           | 9             |  |
| Rap   |                                                       |               |                        |                             |               |  |
| Rap   | "Coming Home" de Will Pan                             | Shi Zan       | 1                      | 2                           | 5             |  |
| Rap   | "Coming Home" de Will Pan                             | Manny         | 4                      | 14                          | 45            |  |
| Rap   | "Coming Home" de Will Pan                             | Hu Jiahao     | 3                      | 11                          | 40            |  |
| Rap   | "Coming Home" de Will Pan                             | Yao Bolan     | 5                      | 15                          | 50            |  |
| Rap   | "Coming Home" de Will Pan                             | Wu Chengze    | 2                      | 8                           | 27            |  |
| Rap   |                                                       |               |                        |                             |               |  |
| Rap   | "Brave" de A-Mei                                      | Chen Youwei   | 3                      | 7                           | 26            |  |
| Rap   | "Brave" de A-Mei                                      | Chen Sijian   | 2                      | 5                           | 20            |  |
| Rap   | "Brave" de A-Mei                                      | Shi Mingze    | 1                      | 3                           | 8             |  |
| Rap   | "Brave" de A-Mei                                      | Wu Zelin      | 5                      | 12                          | 41            |  |
| Rap   | "Brave" de A-Mei                                      | Zhan Yu       | 4                      | 11                          | 37            |  |
| Rap   |                                                       |               |                        |                             |               |  |
| Rap   | "Inner World" de Antonin Leopold Dvoárk               | Hu Chunyang   | 1                      | 1                           | 2             |  |
| Rap   | "Inner World" de Antonin Leopold Dvoárk               | Lin Yuzhi     | 2                      | 10                          | 32            |  |
| Rap   | "Inner World" de Antonin Leopold Dvoárk               | Chen You      | 4                      | 19                          | 32            |  |
| Rap   | "Inner World" de Antonin Leopold Dvoárk               | Qi Zhihao     | 3                      | 17                          | 52            |  |
| Rap   | "Inner World" de Antonin Leopold Dvoárk               | Zhuo Yuan     | 5                      | 20                          | 61            |  |

##### Clasificación de la posición de evaluación
| Vocal   | Vocal         | Vocal           |
| Ranking | Competidor    | Número de Votos |
| ------- | ------------- | --------------- |
| 1       | Xia Hanyu     | 150,362         |
| 2       | Li Wenhan     | 50,305          |
| 3       | Yao Chi       | 50,256          |
| 4       | Gu Landi      | 50,251          |
| 5       | Ding Feijun   | 50,202          |
| 6       | Xu Bingchao   | 240             |
| 7       | Wen Yechen    | 236             |
| 8       | Zhou Shiyuan  | 218             |
| 9       | Chen Tao      | 215             |
| 10      | Jia Yi        | 207             |
| 11      | Deng Chaoyuan | 201             |
| 12      | Feng Junjie   | 196             |
| 13      | Sun Zelin     | 175             |
| 14      | Shao Haofan   | 149             |
| 15      | Xu Fangzhou   | 147             |
| 16      | Zhou Chuanjun | 133             |
| 17      | Li Zonglin    | 115             |
| 18      | Wang Xinyu    | 95              |
| 19      | Yang Ning     | 84              |
| 20      | Bo Yuan       | 82              |
| 21      | Wang Zhe      | 78              |
| 22      | Lin Zheyu     | 70              |
| 23      | Wang Jiayi    | 58              |
| 24      | Wen Kaiwei    | 55              |
| 25      | Chen Yunong   | 52              |

| Baile   | Baile        | Baile           |
| Ranking | Competidor   | Número de Votos |
| ------- | ------------ | --------------- |
| 1       | Guan Yue     | 150,228         |
| 2       | He Changxi   | 50,211          |
| 3       | Xu Longhan   | 50,209          |
| 4       | Hu Wenxuan   | 210             |
| 5       | Lian Huaiwei | 208             |
| 6       | Yao Mingming | 202             |
| 7       | Li Zhenning  | 185             |
| 8       | Lin Mo       | 176             |
| 9       | Fu Hongyi    | 171             |
| 10      | Kou Cong     | 133             |
| 11      | Li You       | 109             |
| 12      | Su Yuhang    | 88              |
| 13      | Ye Helin     | 73              |
| 14      | Che Huixuan  | 62              |
| 15      | Qiu Bohan    | 57              |
| 16      | Yin Shi      | 33              |
| 17      | Deng Bin     | 32              |

| Rap     | Rap          | Rap             |
| Ranking | Competidor   | Número de Votos |
| ------- | ------------ | --------------- |
| 1       | Hu Chunyang  | 150,272         |
| 2       | Shi Zhan     | 50,258          |
| 3       | Shi Mingze   | 50,245          |
| 4       | Wang Yi      | 50,214          |
| 5       | Chen Sijan   | 203             |
| 5       | Shen Qunfeng | 203             |
| 7       | Chen Youwei  | 179             |
| 8       | Wu Chengze   | 178             |
| 9       | Ye Ziming    | 172             |
| 10      | Lin Yuzhi    | 167             |
| 11      | Zhan Yu      | 127             |
| 12      | Hu Jiahao    | 103             |
| 13      | Wu Zelin     | 96              |
| 14      | Cui Shaopeng | 91              |
| 15      | Manny        | 85              |
| 16      | Yao Bolan    | 70              |
| 17      | Qi Zhihao    | 66              |
| 18      | Anthony      | 61              |
| 19      | Chen You     | 45              |
| 20      | Zhou Yuan    | 32              |

#### Mission 3: Concept evaluation

##### Parte 1
| Listas de evaluación de conceptos (antes del ajuste) | Listas de evaluación de conceptos (antes del ajuste) | Listas de evaluación de conceptos (antes del ajuste) | Listas de evaluación de conceptos (antes del ajuste) | Listas de evaluación de conceptos (antes del ajuste) |
| Grupo | Tipo                                                 | Canción interpretada                                 | Competidores                                         |                                                      |
| --- | ---------------------------------------------------- | ---------------------------------------------------- | ---------------------------------------------------- | ---------------------------------------------------- |
| A | Future Trap Pop                                      | "(重塑) Rebuild"                                     | Li Wenhan                                            |                                                      |
| A | Future Trap Pop                                      | "(重塑) Rebuild"                                     | He Changxi                                           |                                                      |
| A | Future Trap Pop                                      | "(重塑) Rebuild"                                     | Chen You                                             |                                                      |
| A | Future Trap Pop                                      | "(重塑) Rebuild"                                     | Hu Chunyang                                          |                                                      |
| A | Future Trap Pop                                      | "(重塑) Rebuild"                                     | Li Zhenning                                          |                                                      |
| A | Future Trap Pop                                      | "(重塑) Rebuild"                                     | Wu Chengze                                           |                                                      |
| A | Future Trap Pop                                      | "(重塑) Rebuild"                                     | Xu Bingchao                                          |                                                      |
| B | Future Trap Pop                                      | "(重塑) Rebuild"                                     | Bo Yuan                                              |                                                      |
| B | Future Trap Pop                                      | "(重塑) Rebuild"                                     | Li Zhenning                                          |                                                      |
| B | Future Trap Pop                                      | "(重塑) Rebuild"                                     | Kou Cong                                             |                                                      |
| B | Future Trap Pop                                      | "(重塑) Rebuild"                                     | Shi Mingze                                           |                                                      |
| B | Future Trap Pop                                      | "(重塑) Rebuild"                                     | Wang Zhe                                             |                                                      |
| B | Future Trap Pop                                      | "(重塑) Rebuild"                                     | Yao Mingming                                         |                                                      |
| B | Future Trap Pop                                      | "(重塑) Rebuild"                                     | Zhou Chuanjun                                        |                                                      |
| |                                                      |                                                      |                                                      |                                                      |
| A | Hip Hop                                              | "Time"                                               | Xu Fangzhou                                          |                                                      |
| A | Hip Hop                                              | "Time"                                               | Wang Yi                                              |                                                      |
| A | Hip Hop                                              | "Time"                                               | Chen Sijian                                          |                                                      |
| A | Hip Hop                                              | "Time"                                               | Cui Shaopeng                                         |                                                      |
| A | Hip Hop                                              | "Time"                                               | Li You                                               |                                                      |
| A | Hip Hop                                              | "Time"                                               | Manny                                                |                                                      |
| A | Hip Hop                                              | "Time"                                               | Xu Longhan                                           |                                                      |
| B | Hip Hop                                              | "Time"                                               | Ye Ziming                                            |                                                      |
| B | Hip Hop                                              | "Time"                                               | Chen Sijian                                          |                                                      |
| B | Hip Hop                                              | "Time"                                               | Li You                                               |                                                      |
| B | Hip Hop                                              | "Time"                                               | Lin Yuzhi                                            |                                                      |
| B | Hip Hop                                              | "Time"                                               | Shao Haofan                                          |                                                      |
| B | Hip Hop                                              | "Time"                                               | Sun Zelin                                            |                                                      |
| B | Hip Hop                                              | "Time"                                               | Wu Zelin                                             |                                                      |
| |                                                      |                                                      |                                                      |                                                      |
| A | Future Pop                                           | "(火种) Tinder"                                      | Lian Huaiwei                                         |                                                      |
| A | Future Pop                                           | "(火种) Tinder"                                      | Chen Tao                                             |                                                      |
| A | Future Pop                                           | "(火种) Tinder"                                      | Chen Youwei                                          |                                                      |
| A | Future Pop                                           | "(火种) Tinder"                                      | Deng Chaoyuan                                        |                                                      |
| A | Future Pop                                           | "(火种) Tinder"                                      | Hu Wenxuan                                           |                                                      |
| A | Future Pop                                           | "(火种) Tinder"                                      | Shi Zhan                                             |                                                      |
| A | Future Pop                                           | "(火种) Tinder"                                      | Wen Yechen                                           |                                                      |
| B | Future Pop                                           | "(火种) Tinder"                                      | Lin Mo                                               |                                                      |
| B | Future Pop                                           | "(火种) Tinder"                                      | Su Yuhang                                            |                                                      |
| B | Future Pop                                           | "(火种) Tinder"                                      | Jia Yi                                               |                                                      |
| B | Future Pop                                           | "(火种) Tinder"                                      | Qin Bohan                                            |                                                      |
| B | Future Pop                                           | "(火种) Tinder"                                      | Shi Zhan                                             |                                                      |
| B | Future Pop                                           | "(火种) Tinder"                                      | Wen Kaiwei                                           |                                                      |
| B | Future Pop                                           | "(火种) Tinder"                                      | Zhan Yu                                              |                                                      |
| |                                                      |                                                      |                                                      |                                                      |
| A | Pop                                                  | "(迷宫) Maze"                                        | Guan Yue                                             |                                                      |
| A | Pop                                                  | "(迷宫) Maze"                                        | Anthony                                              |                                                      |
| A | Pop                                                  | "(迷宫) Maze"                                        | Chen Yunong                                          |                                                      |
| A | Pop                                                  | "(迷宫) Maze"                                        | Deng Bin                                             |                                                      |
| A | Pop                                                  | "(迷宫) Maze"                                        | Hu Jiahao                                            |                                                      |
| A | Pop                                                  | "(迷宫) Maze"                                        | Yin Shi                                              |                                                      |
| B | Pop                                                  | "(迷宫) Maze"                                        | Ye Helin                                             |                                                      |
| B | Pop                                                  | "(迷宫) Maze"                                        | Che Huixuan                                          |                                                      |
| B | Pop                                                  | "(迷宫) Maze"                                        | Ding Feijun                                          |                                                      |
| B | Pop                                                  | "(迷宫) Maze"                                        | Fu Hongyi                                            |                                                      |
| B | Pop                                                  | "(迷宫) Maze"                                        | Yao Bolan                                            |                                                      |
| B | Pop                                                  | "(迷宫) Maze"                                        | Yang Ning                                            |                                                      |
| |                                                      |                                                      |                                                      |                                                      |
| A | Pop Ballad                                           | "I'm Sorry"                                          | Xia Hanyu                                            |                                                      |
| A | Pop Ballad                                           | "I'm Sorry"                                          | Zhou Shiyuan                                         |                                                      |
| A | Pop Ballad                                           | "I'm Sorry"                                          | Li Zonglin                                           |                                                      |
| A | Pop Ballad                                           | "I'm Sorry"                                          | Qi Zhihao                                            |                                                      |
| A | Pop Ballad                                           | "I'm Sorry"                                          | Shen Qunfeng                                         |                                                      |
| A | Pop Ballad                                           | "I'm Sorry"                                          | Wang Jiayi                                           |                                                      |
| B | Pop Ballad                                           | "I'm Sorry"                                          | Feng Junjie                                          |                                                      |
| B | Pop Ballad                                           | "I'm Sorry"                                          | Gu Landi                                             |                                                      |
| B | Pop Ballad                                           | "I'm Sorry"                                          | Lin Zheyu                                            |                                                      |
| B | Pop Ballad                                           | "I'm Sorry"                                          | Wang Xinyu                                           |                                                      |
| B | Pop Ballad                                           | "I'm Sorry"                                          | Yao Chi                                              |                                                      |
| B | Pop Ballad                                           | "I'm Sorry"                                          | Zhou Yuan                                            |                                                      |
| |                                                      |                                                      |                                                      |                                                      |
| Los nombres en color indican a los miembros que fueron elegidos como los centros en la formación del grupo. Mientras que los nombres en color denotan a los líderes del grupo. |                                                      |                                                      |                                                      |                                                      |

##### Parte 2
| Listas de Evaluación de Conceptos (con ajuste) | Listas de Evaluación de Conceptos (con ajuste) | Listas de Evaluación de Conceptos (con ajuste) | Listas de Evaluación de Conceptos (con ajuste) | Listas de Evaluación de Conceptos (con ajuste) | Listas de Evaluación de Conceptos (con ajuste) | Listas de Evaluación de Conceptos (con ajuste) | Listas de Evaluación de Conceptos (con ajuste) |
| No. | Nombre del Grupo                               | Tipo                                           | Canción interpretada                           | Competidores                                   | Nom. de Votos Personales                       |                                                | Resultados                                     |
| --- | ---------------------------------------------- | ---------------------------------------------- | ---------------------------------------------- | ---------------------------------------------- | ---------------------------------------------- | ---------------------------------------------- | ---------------------------------------------- |
| 1 | Re-Biuiuiuiuiu Biu                             | Future Trap Pop                                | "(重塑) Rebuild"                               | Li Wenhan                                      | 129                                            | 270                                            |                                                |
| 1 | Re-Biuiuiuiuiu Biu                             | Future Trap Pop                                | "(重塑) Rebuild"                               | Yao Mingming                                   | 21                                             | 270                                            |                                                |
| 1 | Re-Biuiuiuiuiu Biu                             | Future Trap Pop                                | "(重塑) Rebuild"                               | Li Zhenning                                    | 24                                             | 270                                            |                                                |
| 1 | Re-Biuiuiuiuiu Biu                             | Future Trap Pop                                | "(重塑) Rebuild"                               | Shi Mingze                                     | 14                                             | 270                                            |                                                |
| 1 | Re-Biuiuiuiuiu Biu                             | Future Trap Pop                                | "(重塑) Rebuild"                               | Bo Yuan                                        | 4                                              | 270                                            |                                                |
| 1 | Re-Biuiuiuiuiu Biu                             | Future Trap Pop                                | "(重塑) Rebuild"                               | Hu Chunyang                                    | 44                                             | 270                                            |                                                |
| 1 | Re-Biuiuiuiuiu Biu                             | Future Trap Pop                                | "(重塑) Rebuild"                               | He Changxi                                     | 34                                             | 270                                            |                                                |
| |                                                |                                                |                                                |                                                |                                                |                                                |                                                |
| 2 | Eight Treasure Congee                          | Hip Hop                                        | "Time"                                         | Lin Yuzhi                                      | 3                                              | 34                                             |                                                |
| 2 | Eight Treasure Congee                          | Hip Hop                                        | "Time"                                         | Sun Zelin                                      | 5                                              | 34                                             |                                                |
| 2 | Eight Treasure Congee                          | Hip Hop                                        | "Time"                                         | We Zelin                                       | 2                                              | 34                                             |                                                |
| 2 | Eight Treasure Congee                          | Hip Hop                                        | "Time"                                         | Xu Fangzhou                                    | 5                                              | 34                                             |                                                |
| 2 | Eight Treasure Congee                          | Hip Hop                                        | "Time"                                         | Xu Longhan                                     | 2                                              | 34                                             |                                                |
| 2 | Eight Treasure Congee                          | Hip Hop                                        | "Time"                                         | Shao Haofan                                    | 5                                              | 34                                             |                                                |
| 2 | Eight Treasure Congee                          | Hip Hop                                        | "Time"                                         | Wang Yi                                        | 3                                              | 34                                             |                                                |
| 2 | Eight Treasure Congee                          | Hip Hop                                        | "Time"                                         | Chen Sijian                                    | 9                                              | 34                                             |                                                |
| |                                                |                                                |                                                |                                                |                                                |                                                |                                                |
| 3 | Team Prosperous-dazed-hahahaha                 | Future Pop                                     | "(火种) Tinder"                                | Jia Yi                                         | 39                                             | 180                                            |                                                |
| 3 | Team Prosperous-dazed-hahahaha                 | Future Pop                                     | "(火种) Tinder"                                | Deng Chaoyuan                                  | 33                                             | 180                                            |                                                |
| 3 | Team Prosperous-dazed-hahahaha                 | Future Pop                                     | "(火种) Tinder"                                | Lin Mo                                         | 18                                             | 180                                            |                                                |
| 3 | Team Prosperous-dazed-hahahaha                 | Future Pop                                     | "(火种) Tinder"                                | Chen Youwei                                    | 32                                             | 180                                            |                                                |
| 3 | Team Prosperous-dazed-hahahaha                 | Future Pop                                     | "(火种) Tinder"                                | Lian Huaiwei                                   | 30                                             | 180                                            |                                                |
| 3 | Team Prosperous-dazed-hahahaha                 | Future Pop                                     | "(火种) Tinder"                                | Wen Yechen                                     | 6                                              | 180                                            |                                                |
| 3 | Team Prosperous-dazed-hahahaha                 | Future Pop                                     | "(火种) Tinder"                                | Zhan Yu                                        | 6                                              | 180                                            |                                                |
| 3 | Team Prosperous-dazed-hahahaha                 | Future Pop                                     | "(火种) Tinder"                                | Chen Tao                                       | 16                                             | 180                                            |                                                |
| |                                                |                                                |                                                |                                                |                                                |                                                |                                                |
| 4 | Youth Kindergarten                             | Pop                                            | "(迷宫) Maze"                                  | Wang Zhe                                       | 15                                             | 158                                            |                                                |
| 4 | Youth Kindergarten                             | Pop                                            | "(迷宫) Maze"                                  | Shi Zhan                                       | 46                                             | 158                                            |                                                |
| 4 | Youth Kindergarten                             | Pop                                            | "(迷宫) Maze"                                  | Hu Wenxuan                                     | 21                                             | 158                                            |                                                |
| 4 | Youth Kindergarten                             | Pop                                            | "(迷宫) Maze"                                  | Ding Feijun                                    | 5                                              | 158                                            |                                                |
| 4 | Youth Kindergarten                             | Pop                                            | "(迷宫) Maze"                                  | Guan Yue                                       | 52                                             | 158                                            |                                                |
| 4 | Youth Kindergarten                             | Pop                                            | "(迷宫) Maze"                                  | Li Zonglin                                     | 6                                              | 158                                            |                                                |
| 4 | Youth Kindergarten                             | Pop                                            | "(迷宫) Maze"                                  | Wu Chengze                                     | 1                                              | 158                                            |                                                |
| 4 | Youth Kindergarten                             | Pop                                            | "(迷宫) Maze"                                  | Xu Bingchao                                    | 12                                             | 158                                            |                                                |
| |                                                |                                                |                                                |                                                |                                                |                                                |                                                |
| 5 | I'm Sorry Why Is It Like This                  | Pop Ballad                                     | "I'm Sorry"                                    | Wang Jiayi                                     | 4                                              | 96                                             |                                                |
| 5 | I'm Sorry Why Is It Like This                  | Pop Ballad                                     | "I'm Sorry"                                    | Gu Landi                                       | 20                                             | 96                                             |                                                |
| 5 | I'm Sorry Why Is It Like This                  | Pop Ballad                                     | "I'm Sorry"                                    | Yao Chi                                        | 34                                             | 96                                             |                                                |
| 5 | I'm Sorry Why Is It Like This                  | Pop Ballad                                     | "I'm Sorry"                                    | Feng Junjie                                    | 3                                              | 96                                             |                                                |
| 5 | I'm Sorry Why Is It Like This                  | Pop Ballad                                     | "I'm Sorry"                                    | Shen Qunfeng                                   | 5                                              | 96                                             |                                                |
| 5 | I'm Sorry Why Is It Like This                  | Pop Ballad                                     | "I'm Sorry"                                    | Zhou Shiyuan                                   | 7                                              | 96                                             |                                                |
| 5 | I'm Sorry Why Is It Like This                  | Pop Ballad                                     | "I'm Sorry"                                    | Xia Hanyu                                      | 23                                             | 96                                             |                                                |
| |                                                |                                                |                                                |                                                |                                                |                                                |                                                |
| El número en color indican al grupo ganador. El número en color denota al equipo con la menor puntuación. Los nombres en color indican a los miembros que fueron elegidos como los centros en la formación del grupo. Mientras que los nombres en color denotan a los líderes del grupo. |                                                |                                                |                                                |                                                |                                                |                                                |                                                |

#### Mission 4: Mentor collaboration stage
| Duelos | Duelos       | Duelos               | Duelos        | Duelos | Duelos     |
| Grupo  | Competidores | Canción interpretada | Mentor        |        | Resultados |
| ------ | ------------ | -------------------- | ------------- | ------ | ---------- |
| 1      | -            | "Give Me A Chance"   | Lay           |        |            |
| 2      | -            | "王牌冤家"           | Li Ronghao    |        |            |
| 3      | -            | "Ugly Beauty"        | Jolin Tsai    |        |            |
| 4      | -            | "HIGHLIGHT"          | Xu Minghao    |        |            |
| 5      | -            | "Debut"              | MC Jin        |        |            |
| 6      | -            | "She Answered"       | After Journey |        |            |

#### Mission 5: Debut evaluation
| Duelos | Duelos               | Duelos        | Duelos        | Duelos | Duelos     |
| Grupo | Canción interpretada | Posición      | Competidores  |        | Resultados |
| --- | -------------------- | ------------- | ------------- | ------ | ---------- |
| 1 | "暖色"               | Voz principal | Xu Fangzhou   |        |            |
| 1 | "暖色"               | Subvocal 1    | Guan Yue      |        |            |
| 1 | "暖色"               | Subvocal 2    | Shao Haofan   |        |            |
| 1 | "暖色"               | Subvocal 3    | Chen Tao      |        |            |
| 1 | "暖色"               | Subvocal 4    | Jia Yi        |        |            |
| 1 | "暖色"               | Subvocal 5    | Shi Zhan      |        |            |
| 1 | "暖色"               | Subvocal 6    | Yao Chi       |        |            |
| 1 | "暖色"               | Subvocal 7    | Wang Zhe      |        |            |
| 1 | "暖色"               | Subvocal 8    | Li Zhenning   |        |            |
| 1 | "暖色"               | Rap 1         | Deng Chaoyuan |        |            |
| 1 | "暖色"               | Rap 2         | Wu Chengze    |        |            |
| |                      |               |               |        |            |
| 2 | "The Last Day"       | Voz principal | Xia Hanyu     |        |            |
| 2 | "The Last Day"       | Subvocal 1    | Li Wenhan     |        |            |
| 2 | "The Last Day"       | Subvocal 2    | Zhou Shiyuan  |        |            |
| 2 | "The Last Day"       | Subvocal 3    | Lian Huaiwei  |        |            |
| 2 | "The Last Day"       | Subvocal 4    | Lin Mo        |        |            |
| 2 | "The Last Day"       | Subvocal 5    | He Changxi    |        |            |
| 2 | "The Last Day"       | Subvocal 6    | Chen Youwei   |        |            |
| 2 | "The Last Day"       | Subvocal 7    | Chen Sijian   |        |            |
| 2 | "The Last Day"       | Subvocal 8    | Feng Junjie   |        |            |
| 2 | "The Last Day"       | Rap 1         | Yao Mingming  |        |            |
| 2 | "The Last Day"       | Rap 2         | Hu Chunyang   |        |            |
| Los nombres en color indican a los miembros que fueron elegidos como los centros en la formación del grupo. Mientras que los nombres en color denotan a los líderes del grupo. |                      |               |               |        |            |

## Producción
El programa también es conocido como "Chinese: 偶像练习生".
Fue dirigido por Chen Gang y Wu Han, quien contó con el apoyo del director creativo Tang Yan, así como de los escritores Cao Wei y Zhao Miao; mientras que la producción ejecutiva principal estuvo a cargo de Jiang Bin. 
La segunda temporada contó con el apoyo de las compañías de producción "Qiyi" y "Caviar Communications".